# Codeceda
Codeceda é uma povoação portuguesa do Município de Vila Verde que foi sede da Freguesia de Codeceda, freguesia que tinha 3,75 km² de área e 172 habitantes (2011), e, por isso, uma densidade populacional de 45,9 hab/km².
A Freguesia de Codeceda foi extinta (agregada) em 2013, no âmbito de uma reforma administrativa nacional, para, em conjunto com as Freguesias de Atães, Covas, Penascais e Valões, formar uma nova freguesia denominada União das Freguesias do Vade.

## População
| População da freguesia de Codeceda | População da freguesia de Codeceda | População da freguesia de Codeceda | População da freguesia de Codeceda | População da freguesia de Codeceda | População da freguesia de Codeceda | População da freguesia de Codeceda | População da freguesia de Codeceda | População da freguesia de Codeceda | População da freguesia de Codeceda | População da freguesia de Codeceda | População da freguesia de Codeceda | População da freguesia de Codeceda | População da freguesia de Codeceda | População da freguesia de Codeceda |
| ---------------------------------- | ---------------------------------- | ---------------------------------- | ---------------------------------- | ---------------------------------- | ---------------------------------- | ---------------------------------- | ---------------------------------- | ---------------------------------- | ---------------------------------- | ---------------------------------- | ---------------------------------- | ---------------------------------- | ---------------------------------- | ---------------------------------- |
| 1864                               | 1878                               | 1890                               | 1900                               | 1911                               | 1920                               | 1930                               | 1940                               | 1950                               | 1960                               | 1970                               | 1981                               | 1991                               | 2001                               | 2011                               |
| 257                                | 240                                | 262                                | 267                                | 299                                | 293                                | 323                                | 359                                | 377                                | 364                                | 283                                | 292                                | 243                                | 212                                | 172                                |

## História
Pertenceu ao concelho de Aboim da Nóbrega, extinto em 1853, passando então para o concelho de Pico de Regalados. Quando este foi extinto em 1855, por decreto de 24 de outubro, passou para o concelho de Vila Verde.

## Património
- Igreja de Codeceda (São Pedro)
- Serra de Oural